# Partido Democrático Popular de Afganistán
El Partido Democrático Popular de Afganistán (PDPA; en pastún: د افغانستان د خلق دموکراټیک  ګوند‎, romanizado: Da Afghanistān da khalq dimukrātīk gund; en persa: حزب دموکراتيک خلق افغانستان‎, romanizado: Hezb-e dimūkrātĩk-e khalq-e Afghānistān) fue un partido político comunista de Afganistán. Fundado el 1 de enero de 1965. Desde 1967 estuvo dividido en dos alas: la radical marxista Jalq y la moderada progresista Parcham. Esta última corriente apoyó en 1973 el golpe de Estado de Mohammed Daud Khan contra la monarquía. Sin embargo, Daud se reveló pronto como un enemigo del PDPA, encarcelando a varios de sus dirigentes, lo que desembocó en la Revolución de abril de 1978. Tras ella, el PDPA comenzó a gobernar Afganistán hasta 1992, cuando fue derrocado por los muyahidines (fundamentalistas islámicos).

## Estructura
El cuerpo orgánico estable partidario más importante del PDPA era el Comité Central, que dirigía al partido y elegía a su Secretario General y a los miembros del Politburó. El primer Politburó consistió en Nur Mohammad Taraki, Babrak Karmal, Sultán Alí Keshtmand, Saleh Mohamed Zeary, Gholam Destaguir Panjsheri, Tahir Badakhshi y Charoullah Chapour. En esa misma sesión se eligió a Taraki como Secretario General y a Karmal como Vicesecretario General.

### Lista de Secretarios
| Retrato | Nombre (año-fallecimiento)      | Término del cargo        | Término del cargo        | Término del cargo  |
| Retrato | Nombre (año-fallecimiento)      | Inicio                   | Final                    | Duración           |
| ------- | ------------------------------- | ------------------------ | ------------------------ | ------------------ |
|         | Nur Muhammad Taraki (1917-1979) | 1 de enero de 1965       | 14 de septiembre de 1979 | 13 años y 256 días |
|         | Hafizullah Amín (1929-1979)     | 14 de septiembre de 1979 | 27 de diciembre de 1979  | 104 días           |
|         | Babrak Karmal (1929-1996)       | 27 de diciembre de 1979  | 4 de mayo de 1986        | 6 años y 128 días  |
|         | Mohammad Najibulá (1947-1996)   | 4 de mayo de 1986        | 16 de abril de 1992      | 5 años y 348 días  |

## Organizaciones relacionadas
El PDPA tenía una juventud comunista, la Organización Juvenil Democrática de Afganistán. Si un ciudadano había sido miembro de esta organización, podía solicitar su admisión al Partido a los 17 años, si no, debía esperar a los veinte años. Para junio de 1978, la rama juvenil contaba con alrededor de 4.000 miembros. A mediados de la década de 1980 tenía 25.000 miembros. Esta organización era miembro de la Federación Mundial de Juventudes Democráticas. El PDPA también tenía una organización de pioneros.
En octubre de 1980 se fundó la Unión de Escritores y en diciembre de ese año la Unión de Mujeres de Afganistán (150.000 miembros) y el Consejo Central de Agricultura (representante de 190.000 campesinos en su fundación). Otras organizaciones femeninas eran el Consejo General de Mujeres y la Organización Democrática de Mujeres Afganas.
El Frente Nacional Patriótico, luego llamado simplemente Frente Nacional, fue una organización creada por Karmal en 1980 para agrupar a todos aquellos afganos que, no siendo marxistas, apoyaban las políticas del PDPA. Los soviéticos ya le habían sugerido una organización semejante a Taraki, pero Hafizullah Amín la rechazó alegando que las clases derrocadas por la Revolución no podían ser elegibles para la actuación política y que las fuerzas progresistas debían reunirse en torno al Partido. Hacia abril de 1984, el New York Times informaba que poseía 55.000 miembros. Fue disuelto en 1990.

## Historia

### Inicios
El 1 de enero de 1965, Nur Mohammad Taraki y Babrak Karmal, junto a otros 27 comunistas, fundaron el Partido Democrático Popular de Afganistán, originalmente presentado como Tendencia Democrática Popular, ya que no había ley de partidos en esa época. Taraki fue invitado después por el Departamento Internacional del Partido Comunista de la Unión Soviética a visitar Moscú ese mismo año.
El PDPA consiguió cuatro escaños en el parlamento. Más tarde Taraki estableció el primer periódico radical en la historia afgana bajo el nombre de Jalq ("Pueblo"), pero fue prohibido al año siguiente.

### División interna:JalqyParcham
En 1967 el PDPA se dividió en dos facciones, la Jalq y la Parcham ("Bandera"). Ambas tomaron sus nombres de la publicación que editaban. Los Jalq provenían mayoritariamente de las zonas rurales y estaban dirigidos por Taraki. Los Parcham en su mayoría provenían de las ciudades y eran liderados por Karmal. Los Jalq acusaban a los Parcham de estar bajo la obediencia del rey Mohamed Zahir Shah, porque su publicación era tolerada por el gobierno. La división del PDPA nunca se formalizó.
Karmal solicitó al Comité Central censurar el radicalismo de Taraki, pero no tuvo éxito. Cuando la votación estaba cerca, Taraki trató de neutralizar a Karmal mediante el nombramiento de nuevos miembros del Comité Central que era sus partidarios. Después de este incidente, Karmal ofreció su renuncia a Vicesecretario General, siendo aceptada por el Politburó. Debido a estas luchas internas, el PDPA perdió la mayoría de sus asientos en las elecciones parlamentarias de 1969.

### En laRepública de Daud
En 1973, el PDPA ayudó a Mohammed Daud Khan para hacerse con el poder mediante un golpe de Estado, que estableció la República y aprobó, en enero de 1977, una nueva Constitución que estableció un sistema presidencial con un partido único, lo que perjudicó a los aliados originales de Daud, incluido el PDPA.
Los soviéticos jugaron un papel importante en la reconciliación de las dos facciones del PDPA. En marzo de 1977 se logró un acuerdo formal sobre la unidad y en julio las dos facciones celebraron una reunión conjunta por primera vez en una década.

### Poder revolucionario

Segunda bandera de la República Democrática de Afganistán.

En 1978, un destacado miembro del PDPA-Parcham, Mir Akbar Khyber, fue asesinado por agentes del gobierno. Poco después de una protesta masiva contra el gobierno durante las ceremonias fúnebres de Khyber, la mayoría de los líderes del PDPA fueron detenidos por las autoridades: Taraki, Karmal y otros fueron a prisión, pero Amín fue puesto inicialmente bajo arresto domiciliario (durante cinco horas), lo que le dio la oportunidad de dar la orden de inicio de la Revolución a las Fuerzas Armadas, partidarias del PDPA. El coronel Abdul Qadir tomó el mando del país el 27 de abril, los líderes comunistas fueron liberados y el 30 Taraki fue elegido presidente de la nueva República Democrática de Afganistán.
El gabinete inicial parecía ser cuidadosamente construido para alternar posiciones entre las dos facciones. Taraki fue primer ministro, Karmal fue vice primer ministro y Amín canciller.
El Partido eliminó la usura (de la que se beneficiaron once millones de campesinos), inició una campaña de alfabetización, implantó una muy radical reforma agraria, separó la Iglesia del Estado, eliminó el cultivo del opio, legalizó los sindicatos, estableció una ley de salario mínimo, prohibición del burka, abolición de la dote, integración de mujeres al trabajo, a estudios universitarios y a la vida política. Aunque estas reformas tuvieron numerosos apoyos, también suscitaron la oposición de un sector importante de la población.

### Intervención soviética
Amín asesinó al presidente Taraki y tomó el poder, desatando una feroz represión que se cobró miles de víctimas. Los soviéticos iniciaron la Operación Tormenta-333 que eliminó a Amín por orden del Consejo Revolucionario afgano. Karmal regresó de un breve exilio en Praga y se convirtió en líder del PDPA y jefe de Estado.
Con el tiempo, Karmal decepcionó a los soviéticos, quienes le echaron la culpa de los problemas de la Guerra Civil Afgana. En 1986, Mijaíl Gorbachov dijo:

«La principal razón de que no haya habido una consolidación nacional hasta ahora es que el camarada Karmal espera continuar en Kabul con nuestra ayuda.»

En mayo de 1986 Karmal fue sustituido como líder del partido por Mohammad Najibullah y más tarde fue relevado de la presidencia. Karmal se trasladó a Moscú.

### «Reconciliación Nacional»
Najibullah inició una política que denominó Reconciliación Nacional con el objetivo de pacificar Afganistán. En 1987 se aprobó una nueva constitución que permitió la actuación de múltiples partidos políticos, se suprimió la palabra «Democrática» del nombre del Estado y se adoptó al islam como religión oficial.
En marzo de 1990, el ministro de defensa Shah Navaz Tanai intentó un golpe de Estado. Fracasó y huyó a Pakistán. Esto debilitó mucho las estructuras del PDPA, continuamente enfrentadas por facciones internas. Najibullah convocó un congreso del Partido y este se renombró a Partido Watan (Partido de la Patria).
La URSS se disolvió y a comienzos de 1992, el general Dostum se pasó al bando muyahidín. El gobierno cayó en abril. Un régimen islámico se instaló y el Partido fue disuelto formalmente por los islamistas en mayo.

## Partidos sucesores
A pesar de la caída de la dictadura talibán en 2001, el gobierno de Hamid Karzai prohibió los partidos comunistas en febrero de 2002, lo cual fue apelado en 2003 (la apelación fue rechazada).
En 1997 se fundó el Partido Democrático Watan, integrado por seguidores de Najibullah. Opera desde Alemania y usa como logo una versión modificada del de la antigua Organización Juvenil Democrática de Afganistán. Dirigido por Mohammed Issa, antiguo oficial del Ejército. Rechaza el marxismo-leninismo, pero sigue llamando a la reconciliación nacional, socialismo reformista o evolucionario y el establecimiento de un gobierno secular y la separación Iglesia-Estado.
Del Partido Democrático Watan se separó un grupo que lleva el nombre original del PDPA. Liderado por Sulaiman Laiq y con el apoyo del antiguo dirigente de la Rep. Democrática Sultán Alí Keshtmand.
Diversos líderes militares han formado sus propios partidos o se han unido a otros, sin reivindicar necesariamente ni el marxismo ni el progresismo. Es el caso del general Nur-ul-Haq Ulumi, antiguo partidario de Jalq, líder de Motahed Hezb-i Melli (Partido de Unidad Nacional) y actual parlamentario.